# Fléchin
 Fléchin  ist eine französische Gemeinde mit 473 Einwohnern (Stand 1. Januar 2022) im Département Pas-de-Calais in der Region Hauts-de-France. Sie gehört zum Arrondissement Saint-Omer und zum Kanton Fruges.

## Lage
Die Gemeinde Flêchin liegt im Artois am oberen Surgeon, 27 Kilometer westlich von Béthune. Nachbargemeinden von Fléchin sind Enquin-les-Mines (ndl.: „Enken“) im Norden, Febvin-Palfart im Südosten, Laires (ndl.: „Laren“) im Südwesten, Bomy (ndl.: „Bomi“) im Westen und Erny-Saint-Julien (ndl.: „Erni-Sint Julien“) im Nordwesten.

## Bevölkerungsentwicklung
| Jahr                       | 1962 | 1968 | 1975 | 1982 | 1990 | 1999 | 2006 | 2015 | 2022 |
| Einwohner                  | 642  | 601  | 575  | 532  | 470  | 454  | 525  | 488  | 473  |
| Quellen: Cassini und INSEE |      |      |      |      |      |      |      |      |      |

## Sehenswürdigkeiten
- Kirche Saint-Martin (Monument historique 1926)
- Kirche Saint-Jacques (Ortsteil Cuhem)
- Kirche Saint-Pierre (Ortsteil Boncourt)

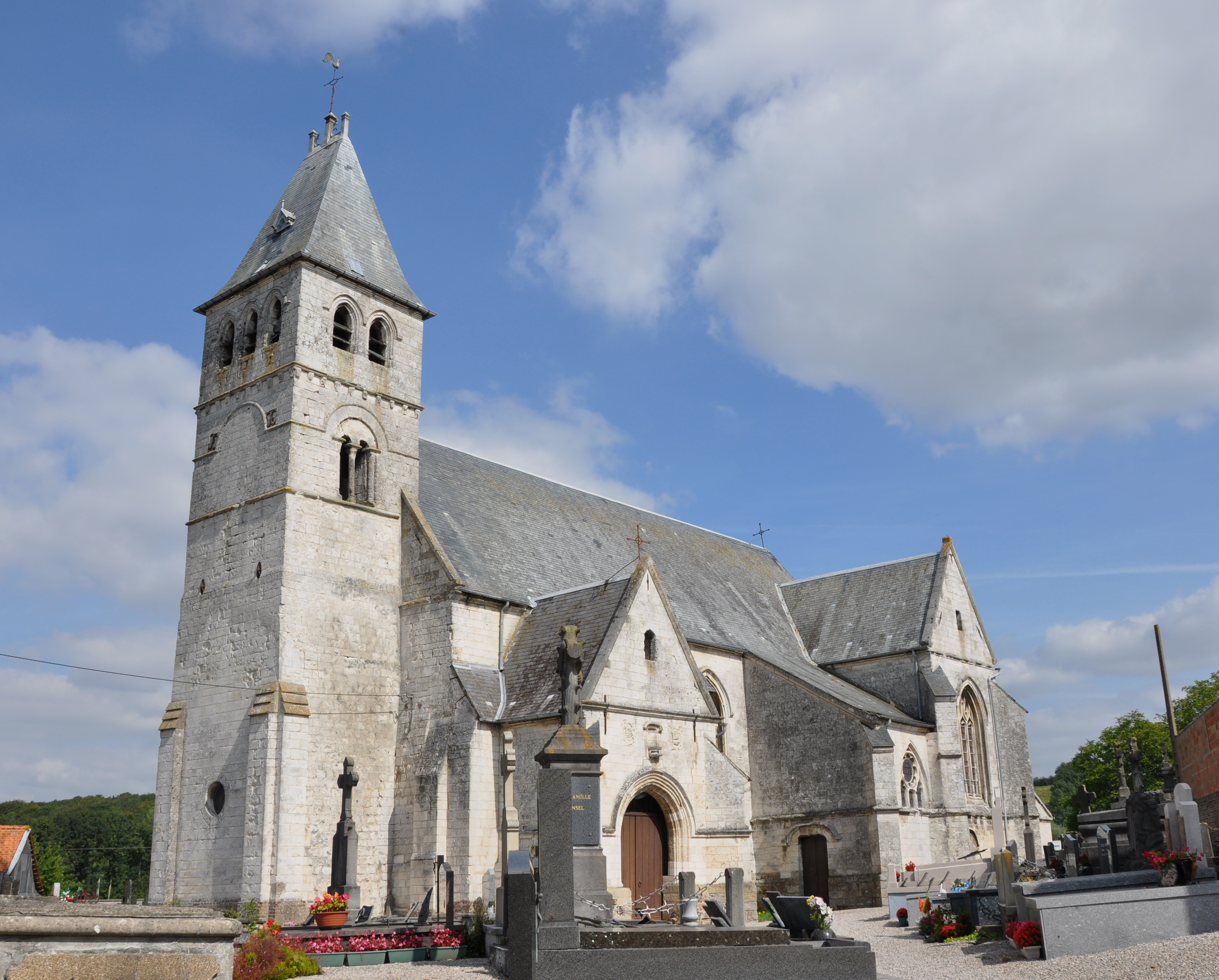
Kirche Saint-Martin
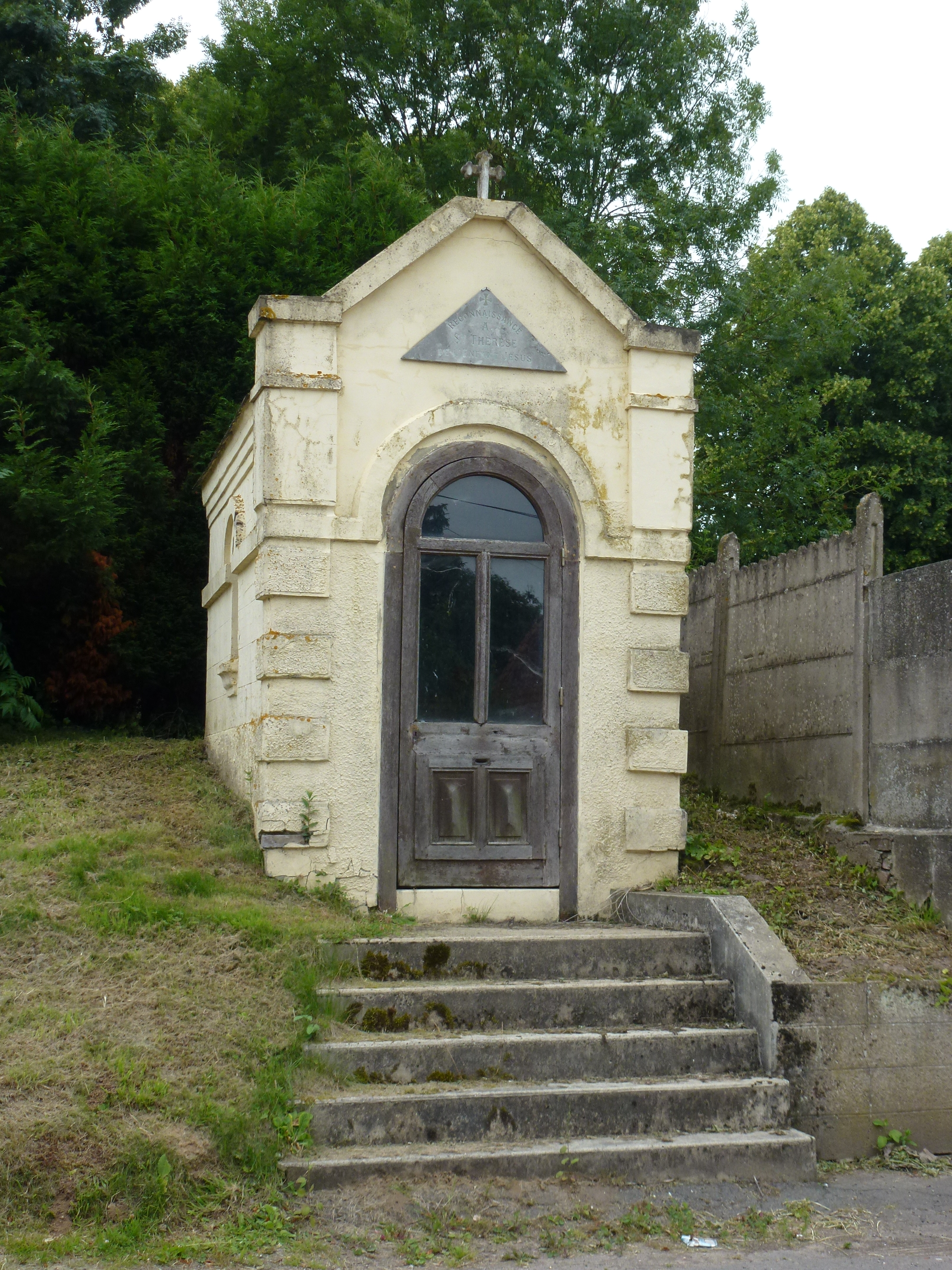
Oratorium Sainte-Thérèse
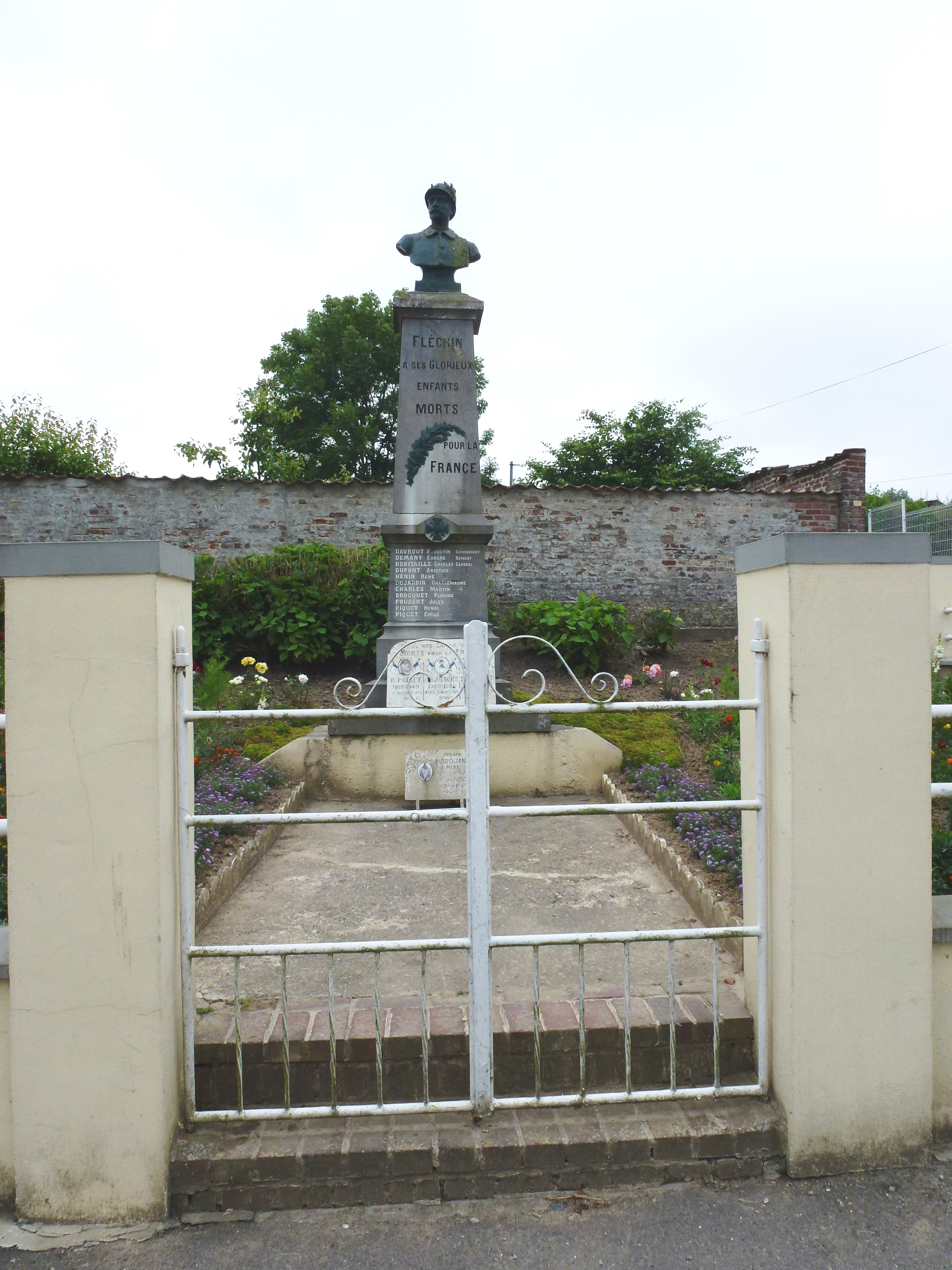
Gefallenendenkmal

## Persönlichkeiten
- Octave-Joseph de Trazégnies (1637–1698), Graf von Fléchin
- Charles Jonnart (1857–1927), Politiker, geboren in Fléchin